# Sergio Víctor Palma
Sergio Víctor Palma (La Tigra, Chaco; 1 de enero de 1956-Mar del Plata, 28 de junio de 2021) fue un boxeador argentino. Se consagró como campeón del mundo el 9 de agosto de 1980, por la AMB. En 1990 recibió el Premio Konex - Diploma al Mérito como uno de los cinco mejores boxeadores de la década en Argentina.

## Biografía
Sergio Víctor Palma nació en la localidad de La Tigra, en un hogar de familia humilde. Debutó profesionalmente el 15 de enero de 1976, y obtuvo el título mundial supergallo en 1980 cuando noqueó en el quinto round a Leo Randolph. Luego perdió la corona a manos del dominicano Leo Cruz, por puntos, el 12 de junio de 1982 en Miami (Estados Unidos). También incursionó en la actividad artística; actuando en la miniserie Gunte, de Barracas (1981, por ATC) y grabando un disco, Round de música y palabras.

### Fallecimiento
Sergio Víctor Palma falleció el 28 de junio de 2021 por complicaciones derivadas de la COVID-19 en Mar del Plata, ciudad donde residía en sus últimos tiempos. Tenía sesenta y cinco años.
| Predecesor: Leo Randolph | Campeón Mundial Supergallo de la AMB 9 de agosto de 1980 – 12 de junio de 1982 | Sucesor: Leo Cruz |